# Municipio de Simojovel
El Municipio de Simojovel es uno de los 124 municipios que conforman el estado de Chiapas, su cabecera es el pueblo de Simojovel de Allende.

## Toponimia
La palabra Simojovel significa en la idioma tsotsil, tzime-jovel (tzime, huacal; y jovel, zacate).

## Geografía

### Límites
Las coordenadas extremas del municipio son: al norte 17°14' de latitud norte; al sur 17°04' de latitud; al este 92°26' de longitud oeste; al oeste 92°48' de longitud. El municipio de Simojovel colinda con los siguientes municipios:
- Al norte: Huitiupán, Sabanilla y Tila.
- Al este: Yajalón.
- Al sur: Pantelhó, Chalchihuitán y El Bosque.
- Al oeste: Jitotol, San Andrés Duraznal y Pueblo Nuevo Solistahuacán.[6]

## Demografía
De acuerdo a los resultados del Censo de Población y Vivienda de 2020 realizado por el Instituto Nacional de Estadística y Geografía, la población total de Simojovel es de 52935 habitantes, de los cuales 25888 son hombres y 27047 son mujeres.

### Localidades
En el censo de 2020 el municipio de Simojovel contaba con 119 localidades.
| Código INEGI      | Localidad              | Población (2020) |
| ----------------- | ---------------------- | ---------------- |
| 070810001         | Simojovel de Allende   | 14 618           |
| 070810127         | Pueblo Nuevo Sitala    | 3 011            |
| 070810080         | El Jardín              | 2 984            |
| 070810121         | La Pimienta            | 1 986            |
| 070810089         | Las Maravillas         | 1 447            |
| 070810030         | La Ceiba               | 1 425            |
| 070810108         | Constitución           | 1 314            |
| 070810084         | Las Limas              | 1 129            |
| 070810274         | Guadalupe Victoria Dos | 1 118            |
| Otras localidades | Otras localidades      | 23 903           |
| Total municipal   | Total municipal        | 52 935           |